# Kalanchoe thyrsiflora
Kalanchoe thyrsiflora е вид цъфтящо растение, произхождащо от Ботсвана, Лесото, Южна Африка и Свазиленд.

## Таксономия
Името Kalanchoe thyrsiflora е публикувано за първи път от Уилям Хенри Харви през 1862 г. Въз основа на грешка, въведена в Растителния списък през 2012 г., името K. thyrsiflora се третира от някои като синоним на K. tetraphylla. Тези две имена обаче се отнасят за два различни вида. Името K. tetraphylla датира от 1923 г. и се отнася за различен вид, ограничен до Мадагаскар.

## Галерия
- Хабитат
- Листа отблизо
- Изглед отгоре
- Червено обагрени цветове
- Цвят отблизо
- Цветове
- Букет цветя